# Micropora finisterrae
Micropora finisterrae är en mossdjursart som beskrevs av Moyano 1994. Micropora finisterrae ingår i släktet Micropora och familjen Microporidae. Inga underarter finns listade i Catalogue of Life.